# کاندیا شرقی (نیوهمپشایر)
کاندیا شرقی (به انگلیسی: East Candia) یک منطقهٔ مسکونی در ایالات متحده آمریکا است که در شهرستان راکینگهام، نیوهمپشایر واقع شده‌است. کاندیا شرقی ۱۳۵٫۰۳ متر بالاتر از سطح دریا واقع شده‌است.